# David Schloffer
David Schloffer (Hartmannsdorf, 28 april 1992) is een Oostenrijks voetballer die als aanvallende middenvelder speelt.
Schloffer doorliep de jeugdopleiding van SK Sturm Graz waarvoor hij in 2009 zijn debuut maakte voor het tweede elftal in de Regionalliga Mitte en in 2012 voor het eerste team in de Bundesliga. In het seizoen 2015/16 werd hij verhuurd aan SV Elversberg. Daarna speelde hij tot eind 2017 voor FSV Wacker 90 Nordhausen en begin 2018 ging Schloffer voor SV Lafnitz spelen. In 2021 ging hij naar FC Gleisdorf 09.
In 2013 kwam hij uit voor het Oostenrijks voetbalelftal onder 21.